# سد زایلینکسا
سد زایلینکسا (به لاتین: Xilinxa Dam) یک سد در آفریقای جنوبی است که در Idutywa, Eastern Cape واقع شده‌است.